# Měnírna

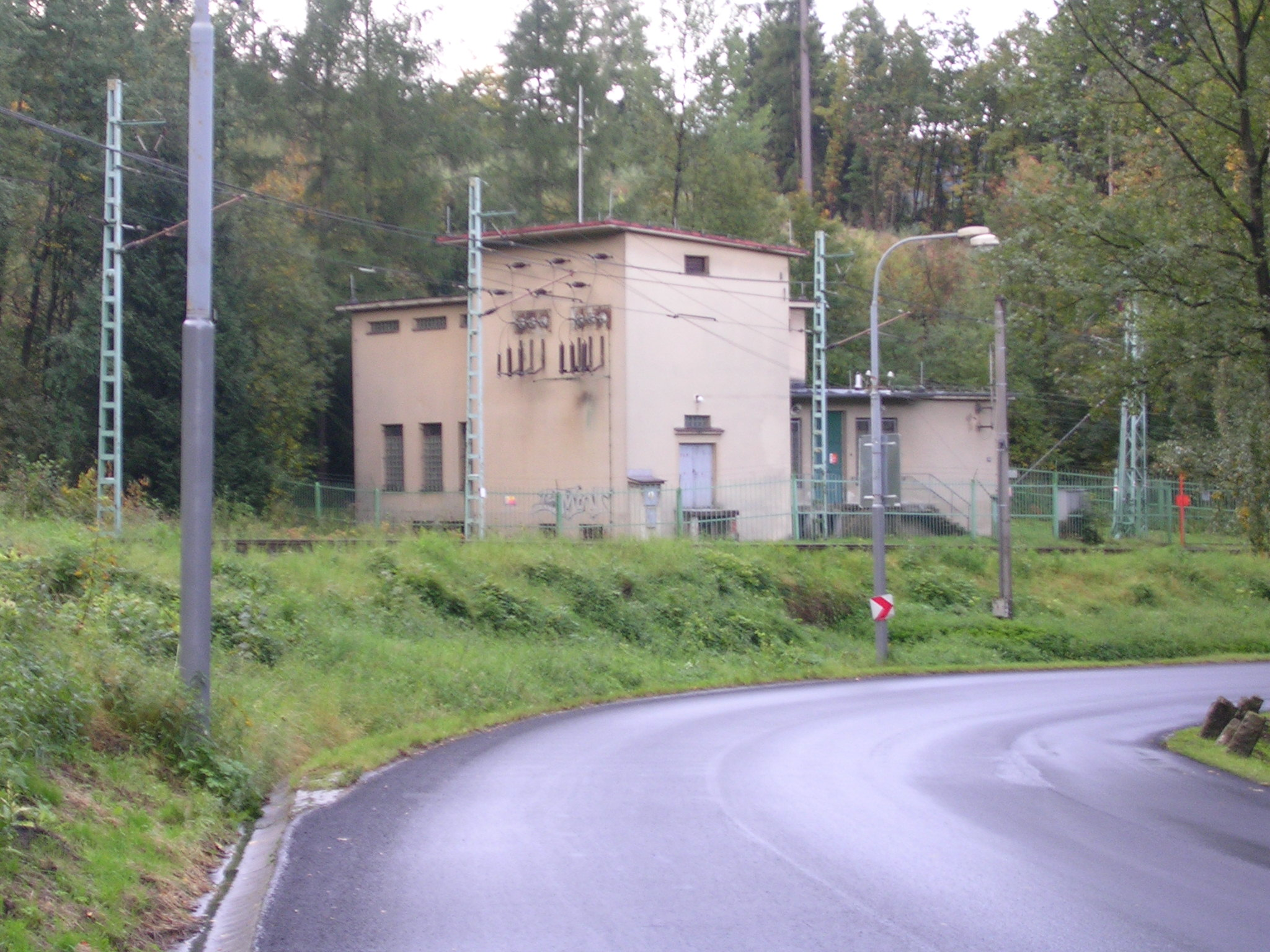
Měnírna na tramvajové trati Liberec – Jablonec nad Nisou

Měnírna je budova se zařízením nebo samotné zařízení pro změnu proudové soustavy nebo propojení různých napájecích elektrických soustav. Nejčastějším případem jsou napájecí měnírny pro napájení elektrifikovaných železnic, tramvají, metra a trolejbusů se stejnosměrnou napájecí soustavou. Měnírna odebírá elektrický výkon z běžné třífázové elektrické sítě a do drážního vedení dodává stejnosměrný proud o potřebném napětí.
Měnírny pro městskou dopravu jsou připojeny zpravidla na primární síť 22 kV / 50 Hz a dodávají stejnosměrný proud o napětí 600 V (případně 750 V – metro, trolejbusy v Českých Budějovicích).
Měnírny drážní jsou připojeny zpravidla na dálkovou síť 110 kV a dodávají stejnosměrný proud o napětí 3 kV (1,5 kV – trať Tábor–Bechyně, důlní dráhy). Střídavé trakční napájení nevyžaduje měnírnu, ale pouze trafostanici. V německy mluvících zemích se drážní trakční vedení střídavého proudu 15 kV / 16,7 Hz (dříve 16 ⅔ Hz) napájí buď v měnírnách z dálkové 50 Hz sítě, nebo z dedikované dálkové rozvodné sítě 16,7 Hz pomocí trafostanice.

## Historie
Původní měnírny byly mechanické, vybavené motorgenerátorovým soustrojím (někdy typu Ward-Leonard, tj. střídavým třífázovým motorem, který poháněl dynamo). Později byly používány úspornější rotační měniče, konstruované jako třífázový synchronní motor s rotační kotvou a buzeným stejnosměrným statorem. Napájecí třífázový proud transformovaný na potřebné napětí se přiváděl na tři napájecí kroužky kotvy, stejnosměrný proud se odebíral z téhož vinutí kotvy klasickým stejnosměrným lamelovým komutátorem přes uhlíkové kartáče. Pojízdná měnírna tohoto typu s výkonem 1 MW je ve sbírkách muzea pražského dopravního podniku.
Od 30. let 20. století se začínaly používat rtuťové usměrňovací výbojky jako statické měniče, dokonce již s možností omezené pulzní regulace pomocí řídicích mřížek v dráze výboje ve výbojce. Od 60. let 20. století se používají usměrňovače v pevné fázi s křemíkovými diodami a s tyristory s elektronickým řízením.

## Zvláštní případy
Zvláštní případy měníren byly dříve v normální rozvodné síti, kdy část sítí, zejména městských sítí v Německu byla stejnosměrných. Zvláštním případem byla také stará síť v kladenských hutích s kmitočtem 25 Hz. Zhruba do poloviny 20. století některé staré městské sítě měly kmitočet 33 Hz nebo 42 Hz, pro jejich propojení se soustavou 50 Hz se používaly také měnírny.

### Související
- Trafostanice